# Nigrolamia farinosa
Nigrolamia farinosa är en skalbaggsart som först beskrevs av Bates 1884.  Nigrolamia farinosa ingår i släktet Nigrolamia och familjen långhorningar.
Artens utbredningsområde är Gabon. Inga underarter finns listade i Catalogue of Life.